# Бернашовка
Бернашо́вка (укр. Бернашівка) — село на Украине, находится в Могилёв-Подольском районе Винницкой области.
Население по переписи 2001 года составляет 209 человек. Почтовый индекс — 24020. Телефонный код — 4337.
Занимает площадь 1,7 км².
Недалеко от села находится одноимённое славянское селище с несколькими культурными слоями.

## Религия
В селе действует Свято-Покровский храм Мурованокуриловецкого благочиния Могилёв-Подольской епархии Украинской православной церкви.

## Адрес местного совета
24020, Винницкая область, Могилёв-Подольский район, с. Бернашовка, ул. Левадовская, 3